# Championnats de France de natation en petit bassin 2017
Navigation
Angers 2016 Montpellier 2018
Les Championnats de France de natation 2017 en petit bassin, la 14e édition, se sont tenus du 30 novembre au 3 décembre à Montpellier. Charlotte Bonnet et Jérémy Stravius y ont tenu les premiers rôles. À eux deux, ils remportent 13 des 36 titres individuels. Charlotte Bonnet améliore également 3 records de France sur 50 m brasse, 100 m 4 nages et 100 m nage libre.

## Podiums

### Hommes
| Discipline       | Médaille d'or                                                                  | Performance    | Médaille d'argent                                                                    | Performance    | Médaille de bronze                                                                         | Performance    |
| Nage libre       |                                                                                |                |                                                                                      |                |                                                                                            |                |
| 50 m             | Oussama Sahnoune CN Marseille                                                  | 21 s 26        | Jérémy Stravius Amiens Métropole Natation                                            | 21 s 50        | Maxime Grousset Amiens Métropole Natation                                                  | 21 s 68        |
| 100 m            | Oussama Sahnoune CN Marseille                                                  | 46 s 42        | Maxime Grousset Amiens Métropole Natation                                            | 47 s 60        | Tom Paco Pedroni AS Monaco Natation                                                        | 47 s 98        |
| 200 m            | Jérémy Stravius Amiens Métropole Natation                                      | 1 min 43 s 48  | Jordan Pothain Nautic Club Alp'38                                                    | 1 min 44 s 10  | Jonathan Atsu Dauphins du TOEC                                                             | 1 min 45 s 01  |
| 400 m            | Jordan Pothain Nautic Club Alp'38                                              | 3 min 40 s 38  | Roman Fuchs Amiens Métropole Natation                                                | 3 min 41 s 24  | David Aubry Montpellier Métropole Natation                                                 | 3 min 42 s 63  |
| 800 m            | David Aubry Montpellier Métropole Natation                                     | 7 min 38 s 83  | Damien Joly CN Antibes                                                               | 7 min 41 s 48  | Marc-Antoine Olivier Denain Natation Porte du Hainaut                                      | 7 min 48 s 16  |
| 1 500 m          | David Aubry Montpellier Métropole Natation                                     | 14 min 34 s 71 | Damien Joly CN Antibes                                                               | 14 min 49 s 99 | Mathis Castera Dauphins du TOEC                                                            | 14 min 59 s 56 |
| Papillon         |                                                                                |                |                                                                                      |                |                                                                                            |                |
| 50 m             | Jérémy Stravius Amiens Métropole Natation                                      | 22 s 88        | Julien Henx CN de Talence                                                            | 23 s 38        | Florian Truchot ASPTT Orléans                                                              | 23 s 70        |
| 100 m            | Jérémy Stravius Amiens Métropole Natation                                      | 50 s 17        | Oussama Sahnoune CN Marseille                                                        | 51 s 26        | Nans Roch CN Antibes                                                                       | 51 s 29        |
| 200 m            | Nans Roch CN Antibes                                                           | 1 min 53 s 71  | Jordan Coelho Vanves Natation                                                        | 1 min 55 s 44  | Thibaut Mary Amiens Métropole Natation                                                     | 1 min 57 s 89  |
| Dos              |                                                                                |                |                                                                                      |                |                                                                                            |                |
| 50 m             | Jérémy Stravius Amiens Métropole Natation                                      | 23 s 25        | Paul-Gabriel Bedel CN Marseille                                                      | 24 s 42        | Jordan Pothain Nautic Club Alp'38                                                          | 24 s 44        |
| 100 m            | Jérémy Stravius Amiens Métropole Natation                                      | 51 s 27        | Jordan Pothain Nautic Club Alp'38                                                    | 52 s 75        | Paul-Gabriel Bedel CN Marseille                                                            | 52 s 98        |
| 200 m            | Maxence Orange Nantes Natation                                                 | 1 min 53 s 15  | Geoffroy Mathieu Stade Clermont Natation                                             | 1 min 54 s 55  | Simon Brefuel Canet 66 Natation                                                            | 1 min 55 s 40  |
| Brasse           |                                                                                |                |                                                                                      |                |                                                                                            |                |
| 50 m             | Théo Bussière CN Marseille                                                     | 27 s 06        | Thibaut Capitaine Cergy Pontoise Natation                                            | 27 s 39        | Matthias Loth CN Marseille                                                                 | 27 s 42        |
| 100 m            | Théo Bussière CN Marseille                                                     | 58 s 21        | Jean Dencausse CN Marseille                                                          | 58 s 83        | Thibaut Capitaine Cergy Pontoise Natation                                                  | 58 s 94        |
| 200 m            | Jean Dencausse CN Marseille                                                    | 2 min 06 s 34  | Jérémy Desplanches Olympic Nice Natation                                             | 2 min 06 s 84  | Thibaut Capitaine Cergy Pontoise Natation                                                  | 2 min 07 s 84  |
| 4 nages          |                                                                                |                |                                                                                      |                |                                                                                            |                |
| 100 m            | Jérémy Stravius Amiens Métropole Natation                                      | 52 s 46        | Jérémy Desplanches Olympic Nice Natation                                             | 52 s 83        | Jean Dencausse CN Marseille                                                                | 54 s 15        |
| 200 m            | Jérémy Desplanches Olympic Nice Natation                                       | 1 min 54 s 45  | Guillaume Laure CN Antibes                                                           | 1 min 57 s 82  | Théo Berry Angers Natation                                                                 | 1 min 58 s 21  |
| 400 m            | Jérémy Desplanches Olympic Nice Natation                                       | 4 min 05 s 55  | Émilien Mattenet Charleville-Mézières Natation                                       | 4 min 14 s 29  | Nicolas D'Oriano CN Marseille                                                              | 4 min 14 s 36  |
| Relais           |                                                                                |                |                                                                                      |                |                                                                                            |                |
| 4 × 50 m         | CN Marseille Oussama Sahnoune Yonel Govindin Jean Dencausse Paul-Gabriel Bedel | 1 min 27 s 47  | Dauphins du TOEC Guillaume Guth Lorys Bourelly Florian Coiffard Rémi Meresse         | 1 min 27 s 89  | Amiens Métropole Natation Maxime Grousset Alexandre Derache Thomas Avetand Jérémy Stravius | 1 min 28 s 39  |
| 4 × 50 m 4 nages | CN Marseille Paul-Gabriel Bedel Théo Bussière Nicolas Vermorel Yonel Govindin  | 1 min 35 s 37  | Amiens Métropole Natation Jérémy Stravius Roman Fuchs Thomas Avetand Maxime Grousset | 1 min 36 s 03  | CN Marseille II Matthias Loth Jean Dencausse Thomas Piron Oussama Sahnoune                 | 1 min 36 s 54  |

### Femmes
| Discipline       | Médaille d'or                                                                                   | Performance    | Médaille d'argent                                                                             | Performance    | Médaille de bronze                                                                         | Performance    |
| Nage libre       |                                                                                                 |                |                                                                                               |                |                                                                                            |                |
| 50 m             | Charlotte Bonnet Olympic Nice Natation                                                          | 24 s 15        | Marie Wattel Montpellier Métropole Natation                                                   | 24 s 52        | Mélanie Henique CN Marseille                                                               | 24 s 63        |
| 100 m            | Charlotte Bonnet Olympic Nice Natation                                                          | 52 s 04        | Marie Wattel Montpellier Métropole Natation                                                   | 52 s 56        | Léna Bousquin CN Marseille                                                                 | 54 s 18        |
| 200 m            | Charlotte Bonnet Olympic Nice Natation                                                          | 1 min 53 s 39  | Cloé Hache CN Marseille                                                                       | 1 min 55 s 17  | Anna Egorova Montpellier Métropole Natation                                                | 1 min 57 s 03  |
| 400 m            | Charlotte Bonnet Olympic Nice Natation                                                          | 4 min 01 s 95  | Fantine Lesaffre Montpellier Métropole Natation                                               | 4 min 05 s 58  | Chloé Hache CN Marseille                                                                   | 4 min 07 s 69  |
| 800 m            | Fantine Lesaffre Montpellier Métropole Natation                                                 | 8 min 24 s 86  | Adeline Furst Dauphins Obernai                                                                | 8 min 30 s 49  | Alizée Morel Dauphins du TOEC                                                              | 8 in 30 s 62   |
| 1 500 m          | Adeline Furst Dauphins Obernai                                                                  | 16 min 08 s 19 | Lara Grangeon CN Calédoniens                                                                  | 16 min 12 s 39 | Julie Berthier Mulhouse ON                                                                 | 16 min 13 s 52 |
| Papillon         |                                                                                                 |                |                                                                                               |                |                                                                                            |                |
| 50 m             | Mélanie Henique CN Marseille                                                                    | 25 s 59        | Marie Wattel Montpellier Métropole Natation                                                   | 25 s 61        | Charlotte Bonnet Olympic Nice Natation                                                     | 25 s 98        |
| 100 m            | Marie Wattel Montpellier Métropole Natation                                                     | 56 s 96        | Léna Bousquin CN Marseille                                                                    | 59 s 85        | Mika Heideyer Mulhouse ON                                                                  | 1 min 00 s 22  |
| 200 m            | Lara Grangeon CN Calédoniens                                                                    | 2 min 07 s 19  | Sharon van Rouwendaal Montpellier Métropole Natation                                          | 2 min 07 s 87  | Gwladys Larzul Dauphins du TOEC                                                            | 2 min 12 s 58  |
| Dos              |                                                                                                 |                |                                                                                               |                |                                                                                            |                |
| 50 m             | Mathilde Cini Valence Triathlon                                                                 | 26 s 85        | Mélanie Henique CN Marseille                                                                  | 26 s 92        | Valeriya Egorova Montpellier Métropole Natation                                            | 27 s 42        |
| 100 m            | Mathilde Cini Valence Triathlon                                                                 | 57 s 94        | Pauline Mahieu US St-André                                                                    | 58 s 68        | Sharon van Rouwendaal Montpellier Métropole Natation                                       | 59 s 36        |
| 200 m            | Camille Gheorghiu Montpellier Métropole Natation                                                | 2 min 06 s 73  | Fantine Lesaffre Montpellier Métropole Natation                                               | 2 min 09 s 49  | Pauline Mahieu US St-André                                                                 | 2 min 09 s 60  |
| Brasse           |                                                                                                 |                |                                                                                               |                |                                                                                            |                |
| 50 m             | Charlotte Bonnet Olympic Nice Natation                                                          | 30 s 34        | Fanny Deberghes Montpellier Métropole ASPTT                                                   | 30 s 91        | Justine Bruno Beauvaisis Aquatic Club                                                      | 31 s 01        |
| 100 m            | Fanny Deberghes Montpellier Métropole ASPTT                                                     | 1 min 06 s 09  | Camille Dauba CN Sarreguemines                                                                | 1 min 07 s 96  | Camille Mallet Amiens Métropole Natation                                                   | 1 min 08 s 16  |
| 200 m            | Fanny Deberghes Montpellier Métropole ASPTT                                                     | 2 min 23 s 59  | Fantine Lesaffre Montpellier Métropole Natation                                               | 2 min 24 s 90  | Camille Dauba CN Sarreguemines                                                             | 2 min 24 s 91  |
| 4 nages          |                                                                                                 |                |                                                                                               |                |                                                                                            |                |
| 100 m            | Charlotte Bonnet Olympic Nice Natation                                                          | 58 s 96 (RF)   | Mathilde Cini Valence Triathlon                                                               | 1 min 00 s 91  | Laurine Del'homme CNO St-Germain-en-Laye                                                   | 1 min 02 s 12  |
| 200 m            | Fantine Lesaffre Montpellier Métropole Natation                                                 | 2 min 09 s 25  | Sharon van Rouwendaal Montpellier Métropole Natation                                          | 2 min 11 s 75  | Camille Dauba CN Sarreguemines                                                             | 2 min 11 s 94  |
| 400 m            | Fantine Lesaffre Montpellier Métropole Natation                                                 | 4 min 32 s 34  | Lara Grangeon CN Calédoniens                                                                  | 4 min 33 s 90  | Cyrielle Duhamel Stade Béthune Pélican Club                                                | 4 min 41 s 09  |
| Relais           |                                                                                                 |                |                                                                                               |                |                                                                                            |                |
| 4 × 50 m         | CN Marseille Mélanie Henique Léna Bousquin Chloé Hache Anouchka Martin                          | 1 min 39 s 04  | Montpellier Métropole Natation Marie Wattel Ludivine Blanc Fantine Lesaffre Camille Gheorghiu | 1 min 40 s 77  | Canet 66 Natation Lilia Touati Anaïs Castaing Analia Pigree Marina Jehl                    | 1 min 42 s 32  |
| 4 × 50 m 4 nages | Montpellier Métropole Natation Valériya Egorova Fantine Lesaffre Marie Wattel Camille Gheorghiu | 1 min 49 s 50  | CN Marseille Mélanie Henique Anouchka Martin Chloé Hache Léna Bousquin                        | 1 min 49 s 51  | Olympic Nice Natation Alizée Borgogno Margo Vanhaezebrouck Anaïs Arlandis Charlotte Bonnet | 1 min 52 s 10  |